# Kandované kaštany
Kandované kaštany (francouzsky marron glacé) jsou kaštany konzervované a obalené v cukru. Tato delikatesa se připravuje uvařením kaštanů, jejich následným oloupáním a pak obalením v tepelně upravené směsi cukru a vody smíchané s vanilkou. Poté se kaštany ještě dále vaří. Je možné je podávat se šlehačkou nebo malým množstvím brandy. Tuto cukrovinku můžeme kombinovat s čokoládou a obojí použít např. na upečení dortu.
Marron glacés jsou místní specialitou v obci Collobrières na Francouzské riviéře. Po mnoho staletí se také vyrábejí v tureckém městě Bursa. V současnosti se odtud  vyváží do sedmdesáti zemí světa.
Zmrzlina s příchutí kandovaných kaštanů byla oblíbenou pochoutkou papeže Jana Pavla II.